# Rimaucourt
Rimaucourt és un municipi francès situat al departament de l'Alt Marne i a la regió del Gran Est. L'any 2007 tenia 767 habitants.

## Demografia

### Població
El 2007 la població de fet de Rimaucourt era de 767 persones. Hi havia 308 famílies de les quals 92 eren unipersonals (52 homes vivint sols i 40 dones vivint soles), 92 parelles sense fills, 104 parelles amb fills i 20 famílies monoparentals amb fills.
La població ha evolucionat segons el següent gràfic:
Habitants censats

### Habitatges
El 2007 hi havia 341 habitatges, 319 eren l'habitatge principal de la família, 8 eren segones residències i 14 estaven desocupats. 262 eren cases i 73 eren apartaments. Dels 319 habitatges principals, 197 estaven ocupats pels seus propietaris, 117 estaven llogats i ocupats pels llogaters i 5 estaven cedits a títol gratuït; 3 tenien una cambra, 23 en tenien dues, 49 en tenien tres, 82 en tenien quatre i 162 en tenien cinc o més. 220 habitatges disposaven pel capbaix d'una plaça de pàrquing. A 145 habitatges hi havia un automòbil i a 107 n'hi havia dos o més.

### Piràmide de població
La piràmide de població per edats i sexe el 2009 era:
| Homes | Edats   | Dones |
| ----- | ------- | ----- |
| 0     | 95 o +  | 0     |
| 0     | 90 a 94 | 0     |
| 0     | 85 a 89 | 0     |
| 4     | 80 a 84 | 12    |
| 4     | 75 a 79 | 36    |
| 16    | 70 a 74 | 8     |
| 20    | 65 a 69 | 16    |
| 24    | 60 a 64 | 28    |
| 16    | 55 a 59 | 28    |
| 28    | 50 a 54 | 20    |
| 36    | 45 a 49 | 4     |
| 8     | 40 a 44 | 40    |
| 44    | 35 a 39 | 24    |
| 28    | 30 a 34 | 28    |
| 28    | 25 a 29 | 28    |
| 20    | 20 a 24 | 12    |
| 24    | 15 a 19 | 20    |
| 16    | 10 a 14 | 36    |
| 44    | 5 a 9   | 24    |
| 16    | 0 a 4   | 40    |

## Economia
El 2007 la població en edat de treballar era de 482 persones, 349 eren actives i 133 eren inactives. De les 349 persones actives 303 estaven ocupades (172 homes i 131 dones) i 46 estaven aturades (18 homes i 28 dones). De les 133 persones inactives 49 estaven jubilades, 30 estaven estudiant i 54 estaven classificades com a «altres inactius».

### Ingressos
El 2009 a Rimaucourt hi havia 307 unitats fiscals que integraven 720 persones, la mediana anual d'ingressos fiscals per persona era de 15.294 €.

### Activitats econòmiques
Dels 36 establiments que hi havia el 2007, 2 eren d'empreses de fabricació d'altres productes industrials, 4 d'empreses de construcció, 7 d'empreses de comerç i reparació d'automòbils, 3 d'empreses de transport, 2 d'empreses d'hostatgeria i restauració, 1 d'una empresa financera, 2 d'empreses immobiliàries, 3 d'empreses de serveis, 7 d'entitats de l'administració pública i 5 d'empreses classificades com a «altres activitats de serveis».
Dels 8 establiments de servei als particulars que hi havia el 2009, 1 era una oficina de correu, 1 taller de reparació d'automòbils i de material agrícola, 1 taller d'inspecció tècnica de vehicles, 1 fusteria, 1 lampisteria, 1 perruqueria, 1 restaurant i 1 saló de bellesa.
Dels 2 establiments comercials que hi havia el 2009, 1 era un hipermercat i 1 una botiga de menys de 120 m².
L'any 2000 a Rimaucourt hi havia 5 explotacions agrícoles.

## Equipaments sanitaris i escolars
El 2009 hi havia una escola elemental.

## Poblacions més properes
El següent diagrama mostra les poblacions més properes.